# Polisportiva Dinamo 2022-2023
Questa voce raccoglie le informazioni riguardanti la Polisportiva Dinamo nelle competizioni ufficiali della stagione 2022-2023.

## Stagione
La stagione 2022-2023 della Polisportiva Dinamo ancora sponsorizzata Banco di Sardegna, è la 13ª consecutiva nel massimo campionato italiano di pallacanestro, la Serie A.
Dopo l'ottimo finale di campionato nella stagione precedente la squadra allenata anche quest'anno da Piero Bucchi viene quasi interamente confermata. Salutano infatti solo l'ala americana Jason Burnell dopo due anni e terminano la loro seconda avventura in Sardegna il centro croato Miro Bilan e il play americano David Logan. A sostituirli arriva un terzetto tutto USA: l'ala piccola Jamal Jones, fresco vincitore della FIBA Europe Cup coi turchi del Bahçeşehir Koleji, il centro Chinanu Onuaku, MVP del campionato israeliano sfumato in finale playoff e della coppa nazionale vinta con il Bnei Herzliya e la guardia Chris Dowe reduce da un'esperienza in Germania con il Bamberger. Nel quintetto tipo confermati invece il lituano Eimantas Bendžius e il play americano Gerald Robinson. Successivamente, a ridosso dell'inizio della stagione ufficiale, viene tesserato Tommaso Raspino, ala proveniente dalla Stella Azzurra che era in prova durante la preseason.
Anche in questa stagione il club sardo disputa oltre al campionato, per la quarta volta consecutiva e la sesta in totale, la Champions League e grazie alle semifinali Scudetto della stagione precedente anche le Final Four a Brescia per la Supercoppa Italiana. Con quest'ultima inizia la stagione ufficiale e la squadra di Bucchi si comporta molto bene battendo in semifinale Derthona Basket 84-83 con un'ottima prestazione di Bendžius, ma in finale il trofeo sfuma per mano di una Virtus Bologna che la spunta per 72 a 69 sui sardi.
Nonostante il titolo sfiorato, l'autunno dei sardi è disastroso (sostituito a ottobre dall'innesto Aleksej Nikolić in ottobre e poi tagliato a dicembre), sia la scarsa integrazione nel gioco di Chinanu Onuaku, arrivano quattro sconfitte nei primi sei incontri di campionato e zero vittorie nel girone d'andata della campagna in Champions League. Di fatto a inizio novembre la squadra rimbalza a ridosso della zona retrocessione in Italia ed è fuori dall'Europa, nonostante poi arriveranno due vittorie contro il PAOK Salonicco e Málaga. La società interviene tagliando il centro Onuaku e sostituendolo con DeShawn Stephens, in passato già in Sardegna, sponda Cagliari Dinamo Academy. La seconda metà di girone d'andata è più positiva per quanto riguarda il gioco ma comunque altalenante nei risultati e solo le due vittorie contro la Pall. Reggiana e la N.B. Brindisi al giro di boa sistemano parzialmente la classifica con un nono posto finale che significa mancata qualificazione alle Final Eight di Coppa Italia per la seconda volta in tredici anni, ovvero da quando i biancoblù sono saliti in massima serie.
Il girone di ritorno invece è di tutt'altro tenore: tra febbraio e marzo i sardi infilano ben sette vittorie di fila, 9 su 10 partite, salendo così fino al quarto posto. La restante parte di stagione regolare è un po' più altalenante ma alla fine i biancoblù si piazzano al quinto posto finale accedendo così alla griglia dei play-off trovando ancora una volta la ormai rivale Reyer Venezia che proprio all'ultima giornata ha soffiato il fattore campo. I lagunari vincono gara-1 dei quarti di finale di tre punti ma Sassari è abile a ribaltare la serie vincendo la seconda al Taliercio e le due gare a domicilio, conquistando così la semifinale. Nel penultimo atto del campionato trova l'Olimpia Milano ma uno 0-3 a favore dei meneghini, poi vincitori della terza stella, pone fine alla stagione.

## Maglie
Per la dodicesima stagione le divise sono firmate dalla azienda sarda EYE Sport. Le maglie con tessuto in lycra mesh, bianca per le partite casalinghe e blu scuro per le trasferte in campionato e per la supercoppa presentano entrambe inserti color ciano a rappresentare l’inconfondibile cielo e mare della nostra Sardegna. Nel retro della canotta i numeri di maglia sono racchiusi in una stilizzazione del profilo delle coste della Sardegna, mentre nella parte alta del pantaloncino, lateralmente, troviamo lo stemma dell’albero deradicato di Arborea come simbolo di connessione tra il club e l'Isola, accentuato anche nella parte posteriore dalla presenza dai loghi Sardegna e sardegnaturismo.it, marchi dell'Assessorato al Turismo della Regione Autonoma della Sardegna. La composizione è sublimata dalla presenza del Gigante di Mont'e Prama.
Per la campagna in Basketball Champions League anche per questa stagione sono state prodotte delle maglie con il verde come colorazione principale al posto del blu, in onore del main sponsor Banco di Sardegna. Le divise, verde la Home con risvolti blu, inversa la Away, sono state realizzate in collaborazione con la Regione Sardegna e presentano infatti una trama tono su tono denominata "Sardinian vibes" ispirata per il secondo anno consecutivo alle trame dei tessuti artigianali dell'Isola che vanno però a degradare con un effetto onda a ricordare le onde delle coste sarde. Sulla parte frontale e poi presente SARDINIA al posto del nome "BdS SASSARI, il logo dell'ente turistico regionale in inglese.
| Casa (Campionato) | Trasferta (Campionato) | Casa (Ch. League) | Trasferta (Ch. League) |

## Roster
| Banco di Sardegna Sassari 2022-23 | Banco di Sardegna Sassari 2022-23 |
| Giocatori                         | Staff tecnico                     |
| --------------------------------- | --------------------------------- |

| N. | Naz.                                   | Ruolo | Nome                 | Anno | Alt.   | Peso   |  |
| -- | -------------------------------------- | ----- | -------------------- | ---- | ------ | ------ |  |
| 0  | Stati Uniti (bandiera)                 | AP    | Jamal Jones          | 1993 | 203 cm | 89 kg  |  |
| 1  | Italia (bandiera)                      | G     | Riccardo Pisano      | 2005 | 180 cm |        |  |
| 4  | Stati Uniti (bandiera)                 | P     | Gerald Robinson      | 1989 | 185 cm | 80 kg  |  |
| 5  | Stati Uniti (bandiera)                 | PG    | Chris Dowe           | 1991 | 193 cm | 86 kg  |  |
| 6  | Croazia (bandiera)                     | G     | Filip Krušlin        | 1989 | 198 cm | 94 kg  |  |
| 7  | Italia (bandiera)                      | C     | Luca Gandini         | 1985 | 206 cm | 112 kg |  |
| 8  | Italia (bandiera)                      | GA    | Giacomo Devecchi (C) | 1985 | 196 cm | 88 kg  |  |
| 9  | Estonia (bandiera) · Italia (bandiera) | AG    | Kaspar Treier        | 1999 | 204 cm | 105 kg |  |
| 10 | Italia (bandiera)                      | PG    | Massimo Chessa       | 1988 | 188 cm | 80 kg  |  |
| 13 | Stati Uniti (bandiera)                 | C     | DeShawn Stephens     | 1989 | 204 cm | 102 kg |  |
| 20 | Lituania (bandiera)                    | AG    | Eimantas Bendžius    | 1990 | 207 cm | 102 kg |  |
| 22 | Italia (bandiera)                      | PG    | Stefano Gentile      | 1989 | 191 cm | 94 kg  |  |
| 23 | Italia (bandiera)                      | A     | Tommaso Raspino      | 1989 | 198 cm | 91 kg  |  |
| 25 | Senegal (bandiera) · Italia (bandiera) | C     | Ousmane Diop         | 2000 | 204 cm | 100 kg |  |
| 32 | Stati Uniti (bandiera)                 | C     | Chinanu Onuaku       | 1996 | 208 cm | 111 kg |  |
| 55 | Slovenia (bandiera)                    | P     | Aleksej Nikolić      | 1995 | 191 cm | 92 kg  |  |
| -  | Italia (bandiera)                      | G     | Stefano Piredda      | 2006 | 184 cm |        |  |

| Allenatore                                                                                    |
| - Piero Bucchi                                                                                |
| Assistente/i                                                                                  |
| - Giacomo Baioni - Giorgio Gerosa Legenda - (C) Capitano - (IN) Inattivo - Infortunato Roster |

Note:
1. 1 2  Aggregato alla prima squadra dal settore giovanile
2. 1 2  Arrivato a stagione in corso
3. 1 2  Ceduto a stagione in corso

## Mercato

### Sessione estiva
| Acquisti | Acquisti        | Acquisti          | Acquisti   | Acquisti |
| R.       | Nome            | da                | Modalità   |          |
| -------- | --------------- | ----------------- | ---------- | -------- |
| G        | Chris Dowe      | Bamberger         | svincolato |          |
| A        | Jamal Jones     | Bahçeşehir Koleji | svincolato |          |
| A        | Tommaso Raspino | Stella Azzurra    | svincolato |          |
| C        | Chinanu Onuaku  | Bnei Herzliya     | svincolato |          |

| Cessioni | Cessioni      | Cessioni       | Cessioni       | Cessioni |
| R.       | Nome          | a              | Modalità       |          |
| -------- | ------------- | -------------- | -------------- | -------- |
| P        | David Logan   | Scafati Basket | fine contratto |          |
| AP       | Jason Burnell | N.B. Brindisi  | fine contratto |          |
| C        | Miro Bilan    | Peristeri      | fine contratto |          |

### Dopo l'inizio della stagione
| Acquisti | Acquisti         | Acquisti | Acquisti         | Acquisti   |
| R.       | Nome             | da       | Data             | Modalità   |
| -------- | ---------------- | -------- | ---------------- | ---------- |
| P        | Aleksej Nikolić  |          | 13 ottobre 2022  | svincolato |
| C        | DeShawn Stephens | Igokea   | 11 novembre 2022 | definitivo |

| Cessioni | Cessioni        | Cessioni        | Cessioni        | Cessioni    |
| R.       | Nome            | a               | Data            | Modalità    |
| -------- | --------------- | --------------- | --------------- | ----------- |
| C        | Chinanu Onuaku  | Hapoel Tel Aviv | 8 novembre 2022 | rescissione |
| P        | Aleksej Nikolić | Brescia         | 8 dicembre 2022 | rescissione |

## Risultati

### Serie A

#### Regular season

##### Girone di andata
| Arbitri: | Lanzarini (Bologna) Perciavalle (Torino) Valzani (Martina Franca) |

|                             |            |                                         |
| Johnson 20 Ross 15 Brown 14 | Punti      | 18 Robinson 17 Onuaku 13 Bendžius, Diop |
| Ross 6                      | Assist     | 6 Bendžius, Dowe                        |
| Johnson 10                  | Rimbalzi   | 12 Onuaku                               |
| Matt Brase                  | Allenatori | Piero Bucchi                            |

| Arbitri: | Lo Guzzo (Pisa) Bartoli (Trieste) Galasso (Siena) |

|                                |            |                            |
| Onuaku 24 Bendžius 15 Jones 13 | Punti      | 15 Selden 11 Udom 10 Smith |
| Jones, Robinson 4              | Assist     | 4 Selden                   |
| Onuaku 10                      | Rimbalzi   | 8 Smith                    |
| Piero Bucchi                   | Allenatori | Alessandro Ramagli         |

| Arbitri: | Giovannetti (Terni) Bettini (Bologna) Valleriani (Frosinone) |

|                                             |            |                                |
| Banks 29 Sokolowski 13 Jantunen, Sorokas 10 | Punti      | 16 Nikolić 12 Krušlin 11 Jones |
| Zanelli 4                                   | Assist     | 6 Robinson                     |
| Sokolowski 9                                | Rimbalzi   | 7 Onuaku                       |
| Marcelo Nicola                              | Allenatori | Piero Bucchi                   |

| Arbitri: | Mazzoni (Grosseto) Nicolini (Palermo) Valzani (Martina Franca) |

|                                |            |                                     |
| Jones 15 Bendžius 13 Onuaku 11 | Punti      | 22 Atkins 14 Crawford 10 Flaccadori |
| Gentile 7                      | Assist     | 7 Spagnolo                          |
| Diop 7                         | Rimbalzi   | 11 Atkins                           |
| Piero Bucchi                   | Allenatori | Emanuele Molin                      |

| Arbitri: | Sahin (Messina) Giovannetti (Terni) Borgo (Grumolo delle Abbadesse) |

|                                              |            |                                     |
| Diop 16 Jones, Onuaku 12 Bendžius, Nikolić 7 | Punti      | 15 Cordinier 12 Belinelli 10 Jaiteh |
| Gentile, Nikolić, Onuaku, Robinson 4         | Assist     | 5 Hackett                           |
| Diop 8                                       | Rimbalzi   | 7 Weems                             |
| Piero Bucchi                                 | Allenatori | Sergio Scariolo                     |

| Arbitri: | Attard (Priolo Gargallo) Grigioni (Roma) Di Francesco (Teramo) |

|                                 |            |                                      |
| Bartley 20 Spencer 19 Pacher 11 | Punti      | 14 Robinson 13 Bendžius 11 Jones     |
| Davis 7                         | Assist     | 2 Gentile, Nikolić, Onuaku, Robinson |
| Spencer 13                      | Rimbalzi   | 10 Bendžius                          |
| Marco Legovich                  | Allenatori | Piero Bucchi                         |

| Arbitri: | Paternicò (Piazza Armerina) Gonella (Genova) Bartolomeo (Brindisi) |

|                                |            |                                |
| Bendžius 24 Jones 19 Treier 10 | Punti      | 24 Logan 18 Pinkins 10 Rossato |
| Robinson 8                     | Assist     | 8 Stone                        |
| Jones 6                        | Rimbalzi   | 8 Pinkins                      |
| Piero Bucchi                   | Allenatori | Attilio Caja                   |

| Arbitri: | Begnis (Crema) Quarta (Torino) Catani (Pescara) |

|                                                         |            |                                  |
| Abdur-Rahkman 27 Kravić 12 Charalampopoulos, Cheatham 8 | Punti      | 18 Bendžius 15 Robinson 13 Jones |
| Charalampopoulos 4                                      | Assist     | 4 Gentile                        |
| Cheatham 11                                             | Rimbalzi   | 9 Stephens                       |
| Jasmin Repeša                                           | Allenatori | Piero Bucchi                     |

| Arbitri: | Lo Guzzo (Pisa) Martolini (Roma) Di Francesco (Teramo) |

|                                 |            |                                             |
| Bendžius 15 Robinson 12 Dowe 11 | Punti      | 21 Luwawu-Cabarrot 16 Baron, Davies 9 Melli |
| Bendžius 3                      | Assist     | 5 Luwawu-Cabarrot                           |
| Diop, Treier 4                  | Rimbalzi   | 6 Baron                                     |
| Piero Bucchi                    | Allenatori | Ettore Messina                              |

| Arbitri: | Mazzoni (Grosseto) Bongiorni (Pisa) Valleriani (Frosinone) |

|                                         |            |                                          |
| Christon, Harper 14 Severini 11 Daum 10 | Punti      | 16 Robinson 13 Dowe 12 Bendžius, Krušlin |
| Christon 8                              | Assist     | 4 Robinson                               |
| Daum, Harper 6                          | Rimbalzi   | 7 Diop                                   |
| Marco Ramondino                         | Allenatori | Piero Bucchi                             |

| Arbitri: | Rossi (Anghiari) Galasso (Siena) Marziali (Roma) |

|                                 |            |                                          |
| Jones 28 Bendžius 18 Krušlin 10 | Punti      | 18 Howard 12 Williams 11 Davis, Uglietti |
| Diop, Robinson 5                | Assist     | 7 Michineau                              |
| Diop 11                         | Rimbalzi   | 7 Williams                               |
| Piero Bucchi                    | Allenatori | Maurizio Buscaglia                       |

| Arbitri: | Sahin (Messina) Bartoli (Trieste) Valzani (Martina Franca) |

|                              |            |                                 |
| Watt 22 Granger 13 Spissu 12 | Punti      | 16 Dowe 12 Bendžius 11 Robinson |
| Spissu 6                     | Assist     | 7 Robinson                      |
| Parks, Willis 10             | Rimbalzi   | 6 Bendžius                      |
| Walter De Raffaele           | Allenatori | Piero Bucchi                    |

| Arbitri: | Begnis (Crema) Borgioni (Roma) Capotorto (Bari) |

|                                  |            |                                                      |
| Jones 21 Bendžius 19 Robinson 17 | Punti      | 18 Della Valle, Taylor 13 Gabriel 11 C.J. Massinburg |
| Robinson 7                       | Assist     | 6 Della Valle                                        |
| Bendžius, Krušlin, Stephens 7    | Rimbalzi   | 9 Gabriel                                            |
| Piero Bucchi                     | Allenatori | Alessandro Magro                                     |

| Arbitri: | Lanzarini (Bologna) Grigioni (Roma) Borgo (Grumolo delle Abbadesse) |

|                                               |            |                                       |
| Hopkins 17 Anim, Cinciarini 11 Olisevičius 10 | Punti      | 25 Robinson 16 Diop 14 Jones, Krušlin |
| Cinciarini 13                                 | Assist     | 10 Dowe, Robinson                     |
| Cinciarini, Diouf 6                           | Rimbalzi   | 8 Stephens                            |
| Dragan Šakota                                 | Allenatori | Piero Bucchi                          |

| Arbitri: | Mazzoni (Grosseto) Bongiorni (Pisa) Capotorto (Bari) |

|                                                |            |                               |
| Bendžius 20 Dowe, Gentile, Jones 15 Krušlin 14 | Punti      | 21 Perkins 20 Reed 15 Burnell |
| Dowe, Gentile 6                                | Assist     | 6 Mascolo, Reed               |
| Bendžius, Treier 6                             | Rimbalzi   | 7 Perkins                     |
| Piero Bucchi                                   | Allenatori | Francesco Vitucci             |

##### Girone di ritorno
| Arbitri: | Martolini (Roma) Nicolini (Palermo) Catani (Pescara) |

|                                 |            |                                 |
| Stewart 22 Williams 16 Davis 14 | Punti      | 16 Jones 15 Gentile 14 Bendžius |
| Uglietti, Young 4               | Assist     | 5 Dowe                          |
| Williams 10                     | Rimbalzi   | 9 Stephens                      |
| Cesare Pancotto                 | Allenatori | Piero Bucchi                    |

| Arbitri: | Baldini (Firenze) Giovannetti (Terni) Bartolomeo (Brindisi) |

|                            |            |                                 |
| Dowe 22 Jones 19 Chessa 15 | Punti      | 17 Totè 15 Cheatham 10 Visconti |
| Dowe 5                     | Assist     | 6 Moretti                       |
| Stephens 6                 | Rimbalzi   | 5 Charalampopoulos, Cheatham    |
| Piero Bucchi               | Allenatori | Jasmin Repeša                   |

| Arbitri: | Giovannetti (Terni) Perciavalle (Torino) Patti (Pescara) |

|                                      |            |                                           |
| Flaccadori 22 Spagnolo 15 Lockett 13 | Punti      | 18 Krušlin 13 Diop, Dowe 10 Chessa, Jones |
| Gražulis 3                           | Assist     | 4 Jones                                   |
| Gražulis 6                           | Rimbalzi   | 6 Jones                                   |
| Emanuele Molin                       | Allenatori | Piero Bucchi                              |

| Arbitri: | Paternicò (Piazza Armerina) Nicolini (Palermo) Sahin (Messina) |

|                                         |            |                                |
| Della Valle 23 Gabriel 18 Petrucelli 16 | Punti      | 22 Dowe 16 Krušlin 13 Bendžius |
| Della Valle, Gabriel 3                  | Assist     | 5 Dowe                         |
| Gabriel 8                               | Rimbalzi   | 7 Bendžius                     |
| Alessandro Magro                        | Allenatori | Piero Bucchi                   |

| Arbitri: | Lanzarini (Bologna) Bongiorni (Pisa) Di Francesco (Teramo) |

|                                       |            |                                          |
| Robinson 24 Diop 19 Dowe, Stephens 12 | Punti      | 17 Bramos 13 Tessitori 12 Parks, Watt 12 |
| Dowe 8                                | Assist     | 6 Granger, Spissu                        |
| Stephens 8                            | Rimbalzi   | 7 Willis                                 |
| Piero Bucchi                          | Allenatori | Neven Spahija                            |

| Arbitri: | Giovannetti (Terni) Grigioni (Roma) Pepponi (Perugia) |

|                                |            |                                    |
| Logan 27 Thompson 15 Hannah 10 | Punti      | 22 Dowe 11 Diop, Krušlin 10 Treier |
| Stone 8                        | Assist     | 7 Dowe, Robinson                   |
| Thompson 10                    | Rimbalzi   | 6 Bendžius                         |
| Stefano Sacripanti             | Allenatori | Piero Bucchi                       |

| Arbitri: | Martolini (Roma) Gonella (Genova) Noce (Latina) |

|                            |            |                                |
| Dowe 23 Diop 22 Gentile 16 | Punti      | 14 Caruso 13 Librizzi 12 Reyes |
| Dowe 6                     | Assist     | 6 Ross                         |
| Diop, Stephens 8           | Rimbalzi   | 6 Caruso                       |
| Piero Bucchi               | Allenatori | Matt Brase                     |

| Arbitri: | Lo Guzzo (Pisa) Galasso (Siena) Capotorto (Bari) |

|                                      |            |                                          |
| Bendžius 22 Dowe, Krušlin 15 Diop 11 | Punti      | 20 Christon 13 Cain 11 Macura, Radošević |
| Dowe 7                               | Assist     | 5 Cain                                   |
| Stephens 7                           | Rimbalzi   | 8 Cain                                   |
| Piero Bucchi                         | Allenatori | Marco Ramondino                          |

| Arbitri: | Rossi (Anghiari) Bettini (Bologna) Patti (Pescara) |

|                                   |            |                             |
| Anderson 16 Bortolani 14 Simon 12 | Punti      | 18 Dowe 13 Diop 11 Robinson |
| Casarin, Sanders 3                | Assist     | 5 Dowe                      |
| Simon 6                           | Rimbalzi   | 7 Bendžius, Diop            |
| Alessandro Ramagli                | Allenatori | Piero Bucchi                |

| Arbitri: | Mazzoni (Grosseto) Quarta (Torino) Di Francesco (Teramo) |

|                                                |            |                                |
| Diop 17 Dowe 14 Bendžius, Krušlin, Robinson 12 | Punti      | 19 Ellis 14 Iroegbu 11 Sorokas |
| Dowe, Robinson 8                               | Assist     | 6 Zanelli                      |
| Diop, Dowe 6                                   | Rimbalzi   | 8 Ellis                        |
| Piero Bucchi                                   | Allenatori | Marcelo Nicola                 |

| Arbitri: | Lanzarini (Bologna) Borgo (Grumolo delle Abbadesse) Catani (Pescara) |

|                                         |            |                            |
| Harrison 19 Burnell, Reed 15 Mascolo 10 | Punti      | 16 Dowe 11 Bendžius 9 Diop |
| Mascolo 9                               | Assist     | 3 Robinson                 |
| Perkins 9                               | Rimbalzi   | 8 Diop                     |
| Francesco Vitucci                       | Allenatori | Piero Bucchi               |

| Arbitri: | Giovannetti (Terni) Nicolini (Palermo) Paglialunga (Taranto) |

|                                       |            |                                |
| Bendžius, Robinson 18 Dowe 17 Diop 15 | Punti      | 18 Bartley 16 Terry 11 Ruzzier |
| Robinson 6                            | Assist     | 7 Ruzzier                      |
| Diop 10                               | Rimbalzi   | 8 Bartley                      |
| Piero Bucchi                          | Allenatori | Marco Legovich                 |

| Arbitri: | Mazzoni (Grosseto) Quarta (Torino) Galasso (Siena) |

|                                 |            |                                 |
| Shengelia 18 Mickey 14 Weems 12 | Punti      | 19 Bendžius 15 Robinson 11 Diop |
| Hackett 6                       | Assist     | 5 Dowe, Robinson                |
| Mickey 8                        | Rimbalzi   | 6 Krušlin                       |
| Sergio Scariolo                 | Allenatori | Piero Bucchi                    |

| Arbitri: | Begnis (Crema) Martolini (Roma) Bartolomeo (Brindisi) |

|                             |            |                                                  |
| Dowe 28 Jones 16 Krušlin 12 | Punti      | 17 Olisevičius 16 Strautins 13 Cinciarini, Diouf |
| Dowe, Gentile 5             | Assist     | 12 Cinciarini                                    |
| Jones 5                     | Rimbalzi   | 6 Diouf                                          |
| Piero Bucchi                | Allenatori | Dragan Šakota                                    |

| Arbitri: | Lanzarini (Bologna) Borgo (Grumolo delle Abbadesse) Valzani (Martina Franca) |

|                                   |            |                                              |
| Napier 19 Voigtmann 16 Shields 11 | Punti      | 13 Krušlin, Stephens 11 Robinson 10 Bendžius |
| Hines, Melli 3                    | Assist     | 5 Robinson                                   |
| Melli, Voigtmann 7                | Rimbalzi   | 5 Bendžius, Robinson, Stephens               |
| Ettore Messina                    | Allenatori | Piero Bucchi                                 |

#### Play-off

##### Quarti di finale
| Arbitri: | Paternicò (Piazza Armerina) Baldini (Firenze) Borgioni (Roma) |

|                             |            |                             |
| Watt 19 Bramos 12 Willis 10 | Punti      | 18 Dowe 16 Robinson 13 Diop |
| Spissu 5                    | Assist     | 5 Diop                      |
| Watt 7                      | Rimbalzi   | 6 Bendžius                  |
| Neven Spahija               | Allenatori | Piero Bucchi                |

| Arbitri: | Lanzarini (Bologna) Sahin (Messina) Bongiorni (Pisa) |

|                                   |            |                                    |
| Parks, Spissu 10 Watt 9 Granger 7 | Punti      | 20 Diop 14 Dowe 12 Jones, Robinson |
| Granger, Willis 3                 | Assist     | 8 Dowe                             |
| Parks, Tessitori 4                | Rimbalzi   | 8 Stephens                         |
| Neven Spahija                     | Allenatori | Piero Bucchi                       |

| Arbitri: | Begnis (Crema) Martolini (Roma) Quarta (Torino) |

|                             |            |                                        |
| Jones 15 Gentile 14 Dowe 10 | Punti      | 15 Spissu, Willis 11 Tessitori 9 Parks |
| Dowe 9                      | Assist     | 8 Spissu                               |
| Diop 7                      | Rimbalzi   | 10 Tessitori                           |
| Piero Bucchi                | Allenatori | Neven Spahija                          |

| Arbitri: | Mazzoni (Grosseto) Attard (Priolo Gargallo) Bettini (Bologna) |

|                            |            |                               |
| Krušlin 22 Diop 19 Dowe 15 | Punti      | 30 Granger 14 Spissu 10 Parks |
| Dowe 5                     | Assist     | 3 Tessitori                   |
| Diop 10                    | Rimbalzi   | 5 Watt                        |
| Piero Bucchi               | Allenatori | Neven Spahija                 |

##### Semifinale
| Arbitri: | Giovannetti (Terni) Sahin (Messina) Bongiorni (Pisa) |

|                                                               |            |                                      |
| Voigtmann 22 Baron, Datome, Shields 10 Melli, Pangos, Tonut 9 | Punti      | 13 Diop, Dowe 11 Robinson 8 Stephens |
| Napier 9                                                      | Assist     | 5 Robinson                           |
| Voigtmann 7                                                   | Rimbalzi   | 5 Diop                               |
| Ettore Messina                                                | Allenatori | Piero Bucchi                         |

| Arbitri: | Lanzarini (Bologna) Bartoli (Trieste) Valzani (Martina Franca) |

|                                       |            |                                       |
| Datome 19 Napier, Shields 14 Baron 13 | Punti      | 21 Bendžius 12 Dowe 10 Diop, Stephens |
| Shields 5                             | Assist     | 6 Dowe                                |
| Melli 8                               | Rimbalzi   | 9 Dowe                                |
| Ettore Messina                        | Allenatori | Piero Bucchi                          |

| Arbitri: | Attard (Priolo Gargallo) Baldini (Firenze) Borgioni (Roma) |

|                                          |            |                                   |
| Robinson 15 Dowe 12 Bendžius, Stephens 9 | Punti      | 21 Napier 18 Shields 15 Voigtmann |
| Dowe 4                                   | Assist     | 6 Baron                           |
| Diop 6                                   | Rimbalzi   | 9 Melli                           |
| Piero Bucchi                             | Allenatori | Ettore Messina                    |

### Basketball Champions League

#### Regular Season

##### Girone di andata
| Arbitri: | Proc Yilmaz Mavisu |

|                                   |            |                                               |
| Onuaku 20 Bendžius 18 Robinson 14 | Punti      | 19 Kravish 17 Kalinoski, Osetkowski 9 Đedović |
| Onuaku 6                          | Assist     | 6 Díaz                                        |
| Onuaku 8                          | Rimbalzi   | 7 Kravish, Osetkowski                         |
| Piero Bucchi                      | Allenatori | Ibon Navarro                                  |

| Arbitri: | Zurapović Marques Gracin |

|                             |            |                              |
| Riley 19 Hands 17 Franke 13 | Punti      | 15 Diop 13 Onuaku 11 Nikolić |
| Renfro 5                    | Assist     | 5 Gentile                    |
| Franke 9                    | Rimbalzi   | 13 Onuaku                    |
| Arīs Lykogiannīs            | Allenatori | Piero Bucchi                 |

| Arbitri: | Krejić Saliņš Kúkelčík |

|                                       |            |                                |
| Ware 23 Brembly, McDuffie 13 Simon 10 | Punti      | 21 Onuaku 17 Jones 11 Robinson |
| Holston 8                             | Assist     | 7 Robinson                     |
| Ware 8                                | Rimbalzi   | 7 Onuaku                       |
| Nenad Marković                        | Allenatori | Piero Bucchi                   |

##### Girone di ritorno
| Arbitri: | Proc Yilmaz Gurion |

|                                     |            |                             |
| Bendžius 18 Stephens 15 Robinson 14 | Punti      | 20 Riley 19 Hands 15 Polley |
| Nikolić 7                           | Assist     | 3 Hands, Renfro             |
| Stephens 10                         | Rimbalzi   | 10 Saloustros               |
| Piero Bucchi                        | Allenatori | Arīs Lykogiannīs            |

| Arbitri: | Liszka Yilmaz Gracin |

|                                           |            |                                |
| Jones 19 Bendžius 12 Krušlin, Stephens 11 | Punti      | 21 Holston 17 McDuffie 12 Ware |
| Robinson 5                                | Assist     | 5 Holston                      |
| Stephens 8                                | Rimbalzi   | 6 Ware, Hrovat                 |
| Piero Bucchi                              | Allenatori | Nenad Marković                 |

| Arbitri: | Saliņš Straube Karabilecen |

|                                  |            |                                 |
| Carter 14 Kravish 12 Barreiro 11 | Punti      | 21 Jones 17 Robinson 15 Krušlin |
| Brizuela, Perry 5                | Assist     | 7 Robinson                      |
| Lima 6                           | Rimbalzi   | 5 Bendžius                      |
| Ibon Navarro                     | Allenatori | Piero Bucchi                    |

### Supercoppa Italiana
| Arbitri: | Lanzarini (Bologna) Sahin (Messina) Martolini (Roma) |

|                                         |            |                                    |
| Christon 25 Daum 23 Filloy, Radošević 7 | Punti      | 23 Bendžius 18 Robinson 10 Krušlin |
| Cain, Christon 4                        | Assist     | 6 Robinson                         |
| Cain 10                                 | Rimbalzi   | 6 Onuaku                           |
| Marco Ramondino                         | Allenatori | Piero Bucchi                       |

| Arbitri: | Mazzoni (Grosseto) Baldini (Firenze) Borgioni (Roma) |

|                              |            |                                           |
| Onuaku 18 Bendžius 15 Dowe 8 | Punti      | 13 Mickey 12 Belinelli, Cordinier 10 Bako |
| Krušlin, Onuaku 4            | Assist     | 6 Lundberg                                |
| Onuaku 9                     | Rimbalzi   | 7 Bako                                    |
| Piero Bucchi                 | Allenatori | Sergio Scariolo                           |

## Statistiche
Fonte:
- Legabasket Serie A, su legabasket.it.
- FIBA Basketball Champions League, su championsleague.basketball.

### Medie
| Competizione                | G  | V  | P  | Pt.  | 2PT  | 3PT  | TL   | Rimbalzi | Rimbalzi | Rimbalzi | Stop | Palle | Palle | Ass  |
| Competizione                | G  | V  | P  | Pt.  | 2PT  | 3PT  | TL   | Off      | Dif      | Tot      | Stop | Perse | Rec.  | Ass  |
| --------------------------- | -- | -- | -- | ---- | ---- | ---- | ---- | -------- | -------- | -------- | ---- | ----- | ----- | ---- |
| LBA Serie A                 | 37 | 20 | 17 | 80.4 | 53.4 | 36.9 | 76.2 | 9.8      | 24.6     | 34.4     | 1.4  | 13.1  | 7.5   | 18.5 |
| Regular season              | 30 | 17 | 13 | 84.3 | 54.5 | 40.6 | 75.1 | 9.5      | 25.3     | 34.8     | 1.6  | 14.3  | 7.7   | 19.4 |
| Play-off                    | 7  | 3  | 4  | 76.4 | 52.3 | 32.9 | 77.3 | 10.1     | 23.9     | 34.0     | 1.1  | 11.9  | 7.3   | 17.7 |
| Basketball Champions League | 6  | 2  | 4  | 78.3 | 56.7 | 33.6 | 78.5 | 8.7      | 24.5     | 33.2     | 2.3  | 18.0  | 7.8   | 19.2 |
| Supercoppa Italiana         | 2  | 1  | 1  | 76.5 | 55.4 | 32.5 | 82.1 | 6.5      | 28.5     | 35.0     | 1.0  | 16.0  | 7.0   | 17.5 |

### Andamento in campionato
| Giornata  | 1  | 2 | 3  | 4 | 5  | 6  | 7 | 8  | 9  | 10 | 11 | 12 | 13 | 14 | 15 | 16 | 17 | 18 | 19 | 20 | 21 | 22 | 23 | 24 | 25 | 26 | 27 | 28 | 29 | 30 |
| --------- | -- | - | -- | - | -- | -- | - | -- | -- | -- | -- | -- | -- | -- | -- | -- | -- | -- | -- | -- | -- | -- | -- | -- | -- | -- | -- | -- | -- | -- |
| Luogo     | C  | T | C  | T | C  | T  | C | T  | C  | T  | T  | C  | T  | C  | T  | C  | T  | C  | T  | C  | T  | C  | T  | C  | C  | T  | C  | T  | C  | T  |
| Risultato | P  | V | P  | V | P  | P  | V | P  | P  | V  | V  | P  | P  | V  | V  | P  | V  | V  | V  | V  | V  | V  | V  | P  | V  | P  | V  | P  | V  | P  |
| Posizione | 11 | 7 | 14 | 6 | 11 | 14 | 9 | 10 | 11 | 10 | 9  | 9  | 11 | 11 | 9  | 11 | 10 | 6  | 5  | 4  | 5  | 4  | 4  | 4  | 4  | 4  | 4  | 5  | 4  | 5  |

Fonte:  Serie A – Classifica, su legabasket.it.
Legenda:

Luogo: C = Casa; T = Trasferta. Risultato: V = Vittoria; P = Sconfitta.
- = Turno di riposo.